# F9mily (You & Me)
«F9mily (You & Me)» — песня американского рэпера и певца Lil Nas X и барабанщика Трэвиса Баркера, с дебютного мини-альбома Lil Nas X 7 (2019). Песня написана Монтеро Хиллом и Трэвисом Баркером, который спродюсировал песню.

## Создание
Баркер первоначально намеревался, чтобы часть песни была в песне для предстоящего студийного альбома его рок-группы Blink-182. Баркер сказал о том, как он и Lil Nas X начали работать над песней:
У меня есть песня с Lil Nas X, которая будет на его мини-альбоме. Он пришел в студию, и я сыграл пару битов, которые, как я думал, были бы тем, что ему подходит. Затем я сыграл что-то на несчастном случае, где он остановился и сказал: "Что это? Это то, что мне надо". На самом деле это была идея для альбома Blink.
14 мая 2019 года Lil Nas X опубликовала фрагмент песни в Instagram и написал в комментарии, что она будет называться «9».
В начале июня Баркер рассказал, что он работает в студии с Lil Nas X над песней для его мини-альбома.

## Отзывы
Микаэль Вуд написал для Los Angeles Times, что песня «имеет нечеткие деформированные Warped Tour гитары и грув, который идет половину времени в один момент, как будто предназначен для мошпита».
Алекс Дарус из Alternative Press написал, что в песне можно услышать «rock roots» и что вокал Lil Nas X обеспечивает «более резкую вибрацию».

## Чарты
| Чарты (2019)                   | Высшая позиция |
| ------------------------------ | -------------- |
| Новая Зеландия (RMNZ)          | 34             |
| США Hot Rock Songs (Billboard) | 6              |
| США Rolling Stone 100          | 97             |